# Millennium Tower (San Francisco)
Millennium Tower – wieżowiec w San Francisco, w stanie Kalifornia, w Stanach Zjednoczonych, o wysokości 197 m. Ukończony w 2009. Ma 60 kondygnacji.